# Timothée III d'Alexandrie
Timothée III, dit Timothée Salophaciole (en grec Σαλοφακίολος, « au turban branlant » ?), fut patriarche orthodoxe d'Alexandrie de juin 460 à décembre 475 et de septembre 477 à sa mort en juin 482.

## Biographie
Il avait été moine au couvent de la Metanoia (couvent des Tabennésiotes) à Canope. En 460, il fut imposé comme patriarche d'Alexandrie par les autorités byzantines après l'arrestation de Timothée Élure et sa déportation à Gangres. Voulant d'abord parvenir à une réconciliation avec les monophysites, il alla jusqu'à réhabiliter à titre posthume Dioscore Ier, déposé par le concile de Chalcédoine ; il ne réussit qu'à susciter les protestations de la papauté sans rallier personne.
En 475, profitant de l'usurpation de Basiliscus, qui favorisait le monophysisme, Timothée Élure revint à Alexandrie et ses partisans en expulsèrent Salophaciole, qui se réfugia dans le couvent de Canope. Bien que l'empereur Zénon se fût rétabli dès août 476, il laissa Timothée Élure sur son trône jusqu'à sa mort le 31 juillet 477. Le parti monophysite proclama ensuite immédiatement Pierre Monge comme successeur, mais le 4 septembre les troupes byzantines chassèrent ce dernier d'Alexandrie et imposèrent le retour de Salophaciole. Ce rétablissement provoqua des affrontements sanglants.
En 481, sentant sa fin proche, le patriarche dépêcha son bras droit Jean Talaia à Constantinople pour s'assurer du soutien de l'empereur à une succession orthodoxe. Mais Zénon et Acace de Constantinople préparaient déjà le compromis de l'Hénotique, et après la mort de Salophaciole, Jean Talaia ne put se maintenir plus de six mois sur le trône.